# Hemipteris
Hemipteris là một chi bướm ngày thuộc họ Bướm nâu.